# Thomas Howard (1585-1646)

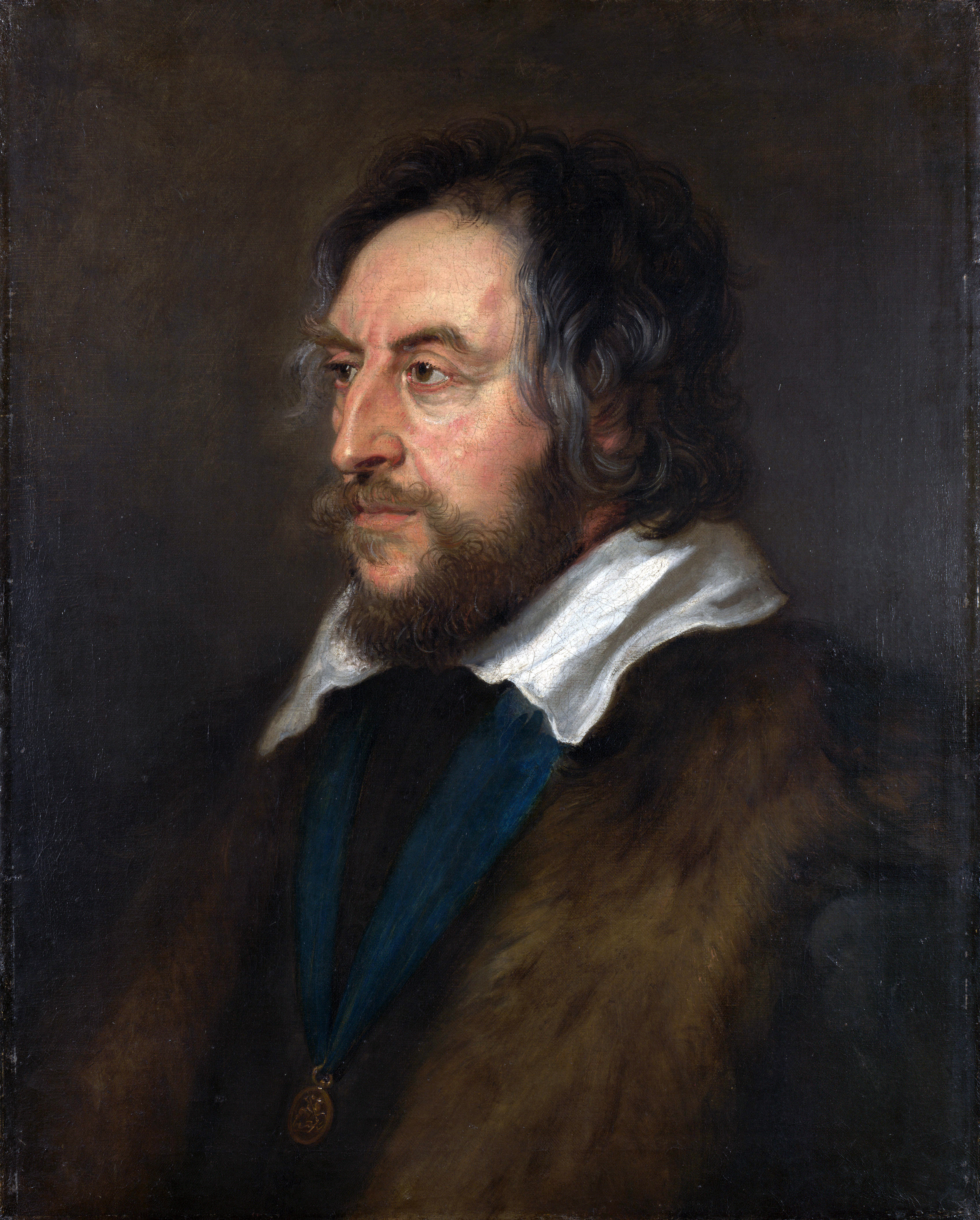
Thomas Howard, graaf van Arundel, Surrey en Norfolk. Portret door Rubens.

Thomas Howard, 21e graaf van Arundel, 4e graaf van Surrey en 1e graaf van Norfolk (7 juli 1585 - 4 oktober 1646) was de zoon van Philip Howard, 20e graaf van Arundel, en Anne Dacre, de dochter van Thomas Dacre, 4e baron Dacre van Gilsland. Hij heeft zijn vader nooit gekend, omdat deze al in gevangenschap zat voordat hij werd geboren.
Hij was een prominent Engelse hoveling in de regeringen van koning Jacobus I en koning Karel I, maar hij maakte meer naam als kunstverzamelaar dan als politicus. Toen hij stierf bezat hij meer dan 700 schilderijen. Daarnaast bezat hij grote verzamelingen beeldhouwkunst, boeken, prenten, tekeningen en antieke sieraden. Hij kocht veel werk aan via Daniël Nijs. Zijn collectie Holbein was de grootste in Europa.
Men refereert soms aan hem als 2e graaf van Arundel; het hangt ervan af of men zijn titel ziet als verkregen door zijn vader of als een nieuwe creatie. Hij was ook de 4e graaf van Surrey, en later werd hij de 1e graaf van Norfolk.

## Biografie
Arundel groeide in relatieve armoede op, aangezien de Howard familie, waarvan hij een telg was, tegen het einde van de regering van koningin Elizabeth I in ongenade was gevallen.

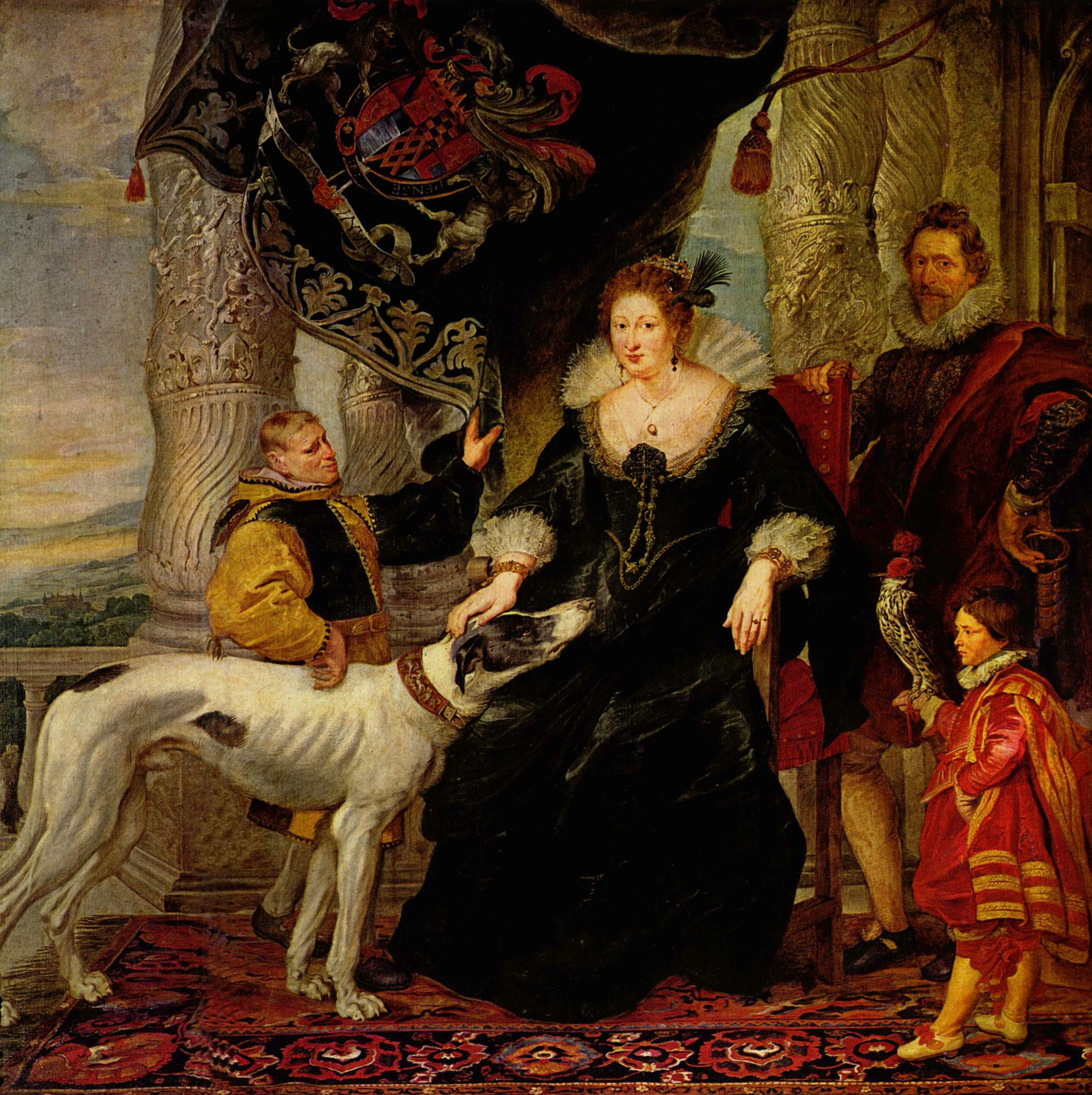
Peter Paul Rubens: Alathea Talbot en haar gevolg 1620

Arundels oudooms wisten weer in de gunst te komen nadat James I (Jacobus I) de troon had bestegen, en Arundel werd in 1604 hersteld in zijn titels. Ook kreeg hij sommige van zijn landgoederen terug. Andere landgoederen gingen naar zijn oudooms. In 1606 trouwde hij met lady Alethea Talbot, een dochter van Gilbert Talbot, 7e graaf van Shrewsbury, en een kleindochter van Bess van Hardwick. Alethea of Aletheia was de erfgename van een zeer groot fortuin in Nottinghamshire, Yorkshire, en Derbyshire, waaronder Sheffield, dat tot de huidige dag het voornaamste deel van het familiefortuin is gebleven. Ondanks haar enorme inkomen, zouden zijn verzameling- en bouwactiviteiten er toch toe leiden dat Arundel zwaar in de schulden kwam.
Gedurende de regering van Karel I, diende Arundel verschillende keren als speciaal gezant naar een van de grote hoven in Europa. Deze reizen moedigden zijn interesse in het verzamelen van kunst alleen maar aan. Zijn eerste reis naar Italië was naar Italië vanwege zijn gezondheid. Hij ontmoet daar de ambassadeur Dudley Carleton. Zijn tweede reis was samen met zijn vrouw naar Heidelberg om Elisabeth Stuart, de dochter van Jacobus de Eerste, uit te huwelijken aan Frederik V van de Palts. Zijn tweede reis naar Italië was samen met zijn vrouw en de architect Inigo Jones.
Zij installeren zich in een villa bij Padua en bezoeken Toscane, Rome en Napels; Arundel neemt deel aan opgravingen. Arundel koopt diverse schilderijen van Daniël Nijs die aanvankelijk bestemd waren voor lord Somerset. Somerset kan zijn verplichtingen niet nakomen omdat hij vanwege een moord door zijn vrouw op haar eerste echtgenoot in ongenade was gevallen. Arundel krijgt ook de beschikking over de reeds aangelegde verzameling van Somerset. Arundel sluit zich aan bij de Anglicaanse Kerk, een stap die hem door zijn familie niet in dank wordt afgenomen. Lord Arundel en Lord Pembroke plaatsen een nieuwe opdracht bij Daniël Nijs.
Arundel interesseert zich voor kolonisatie van Zuid- en Noord-Amerika. Hij stuurt zijn twee zonen naar Padua voor hun opleiding. In 1620 reist zijn vrouw alleen naar Italië. Zij laat zich eerst door Rubens schilderen. (P.S. De manlijke figuur, (Arundel of Carleton) is later toegevoegd!). Arundel krijgt een schilderij door Gerard van Honthorst toegestuurd van Carleton. Zijn vrouw reist met Anthony van Dyck door Italië. Lady Arundel wordt beschuldigd van betrokkenheid bij de moord op de Engelse ambassadeur, en verzocht de Republiek Venetië te verlaten, maar weet op spectaculaire wijze de zaak in haar voordeel om te draaien. Op de terugreis sterft haar oudste zoon in Gent. Lord Arundel is betrokken bij het voorgenomen huwelijk van de kroonprins Karel met de Spaanse Infanta Maria Anna van Spanje. De onderhandelingen met de Spaanse kroon lopen stuk. De nieuwe kandidate is Henriëtta Maria van Frankrijk. Arundel wacht haar op bij Dover aan de kust.
Vanwege het huwelijk van zijn zoon met Elisabeth Stewart wordt Arundel tijdelijk opgesloten in de Tower. Op Highgate sterft Francis Bacon (de wetenschapper) in Arundel's lege buitenverblijf.  De klassieke standbeelden laat hij in de tuin van Arundel House plaatsen, gelegen in Westminster, niet ver van de Theems. De koning en zijn gemalin bezoeken het huis. Joachim von Sandrart kopieert voor hem werk van Holbein. Arundel laat de ambassadeur in Constantinopel oude manuscripten en klassieke beelden opkopen. De marmeren beelden veroorzaken een sensatie in London. In 1629 wordt het Engelse Parlement ontbonden. Arundel laat zich schilderen door Rubens. Anthony van Dyck vestigt zich in Londen. Arundel wordt door koning Karel I van Engeland aangesteld om zijn zuster, de Winterkoningin naar Engeland te halen, die evenwel weigert.

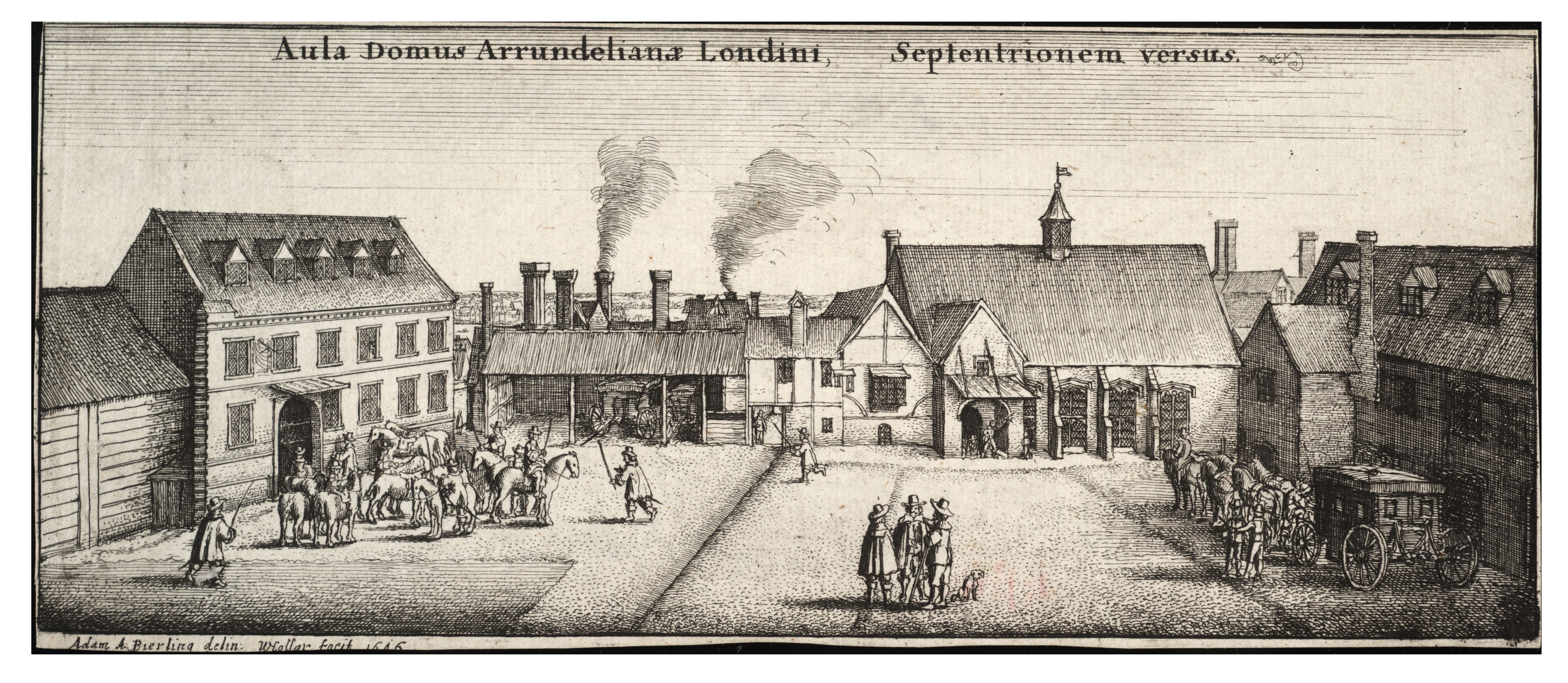
Arundel House door Wenceslas Hollar.

In 1642 vergezelde hij prinses Maria naar Den Haag voor haar huwelijk met Willem II van Oranje. Aangezien de problemen die zouden leiden tot de Burgeroorlog al de kop opstaken, besloot hij niet naar Engeland terug te keren. Hij vestigde zich eerst in Antwerpen en daarna in een villa in de buurt van Padua, in Italië. Daar stierf hij in 1646. Hij werd als graaf opgevolgd door zijn oudste zoon, Henry Frederick Howard, 22e graaf van Arundel, die voorouder was van de hertogen van Norfolk en tevens baron Mowbray. Zijn jongste zoon, William Howard, 1e burggraaf van Stafford, was voorouder van de eerste graaf van Stafford en werd later benoemd tot baron Stafford.
Arundel had een verzoekschrift bij de koning ingediend voor het herstel van het voorouderlijke hertogdom van Norfolk. Hoewel dit herstel pas gerealiseerd werd in de tijd van zijn kleinzoon, kreeg hij in 1644 wel de titel graaf van Norfolk, zodat deze in zijn familie zou blijven. Arundel kreeg ook gedaan dat het parlement besloot dat zijn graafschappen bestemd werden voor afstammelingen van de 4e hertog van Norfolk.

## Als kunstverzamelaar
Arundel gaf opdracht voor portretten van zichzelf en van zijn familie aan toen hedendaagse meesters zoals Daniël Mijtens, Peter Paul Rubens, Jan Lievens, en Anthony van Dyck. Ook verwierf hij andere schilderijen van Hans Holbein, Adam Elsheimer, Mijtens, Rubens en Gerard van Honthorst.
Hij verzamelde tekeningen van Leonardo da Vinci, de twee Holbeins, Raphael, Parmigiano, Wenceslas Hollar en Dürer. Veel van deze tekeningen zijn nu in de Koninklijke Bibliotheek in Windsor Castle of in Chatsworth.
Ook had hij een grote collectie van antieke beeldhouwwerken, de Arundel Marbles, de meeste Romeins, maar er zaten ook enige bij die waren uitgraven in de Griekse wereld. In zijn tijd waren deze Arundel Marbles de belangrijkste in England. Zij werden nagelaten aan de Universiteit van Oxford en staan nu in het Ashmolean Museum.
De architect Inigo Jones vergezelde Arundel op een van zijn reizen naar Italië. Het was daar dat Jones het werk van Palladio zag dat zo invloedrijk zou worden op Jones' latere carrière.
Van zijn cirkel van wetenschappelijke en literaire vrienden maakten James Ussher en William Harvey deel uit.

## Kinderen
- James (1607-1624)
- Henry Frederick, 22e graaf van Arundel (1608-1652)
- William, 1e burggraaf Stafford (1614-1680)
- Mary Ann Howard (c. 1615-1658)